# 세이보리속
세이보리속(영어: savoury 세이버리[*], 학명: Satureja 사투레야[*])은 꿀풀과의 한해살이풀과 여러해살이풀, 아관목 등으로 이루어진 속이다. 세이보리와 겨울세이보리를 비롯해 "세이보리"로 불리는 몇몇 종은 다양한 음식에서 허브로 쓰인다.

## 사진 갤러리

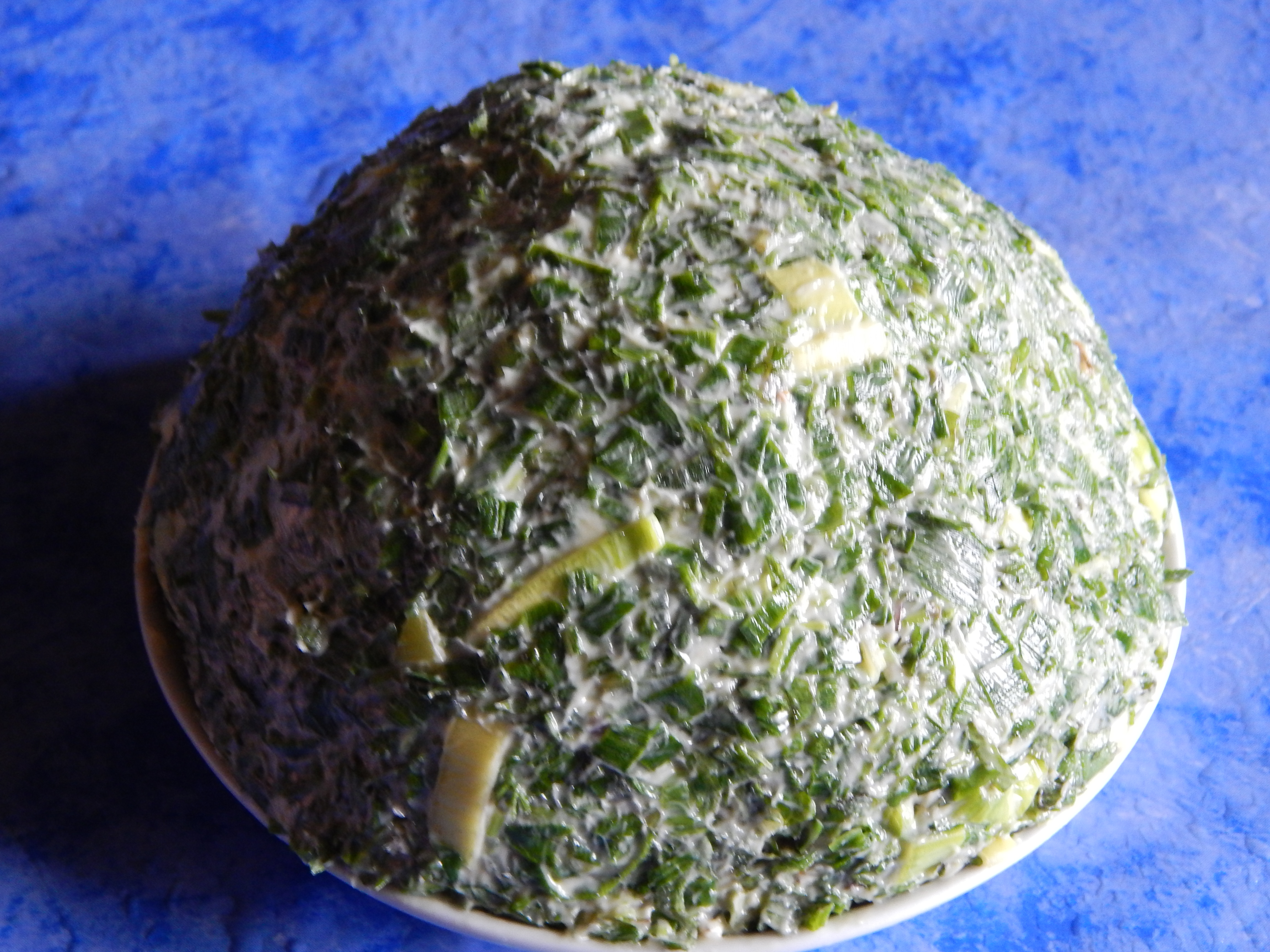
겨울세이보리 잎을 넣어 만든 콤파운드 버터
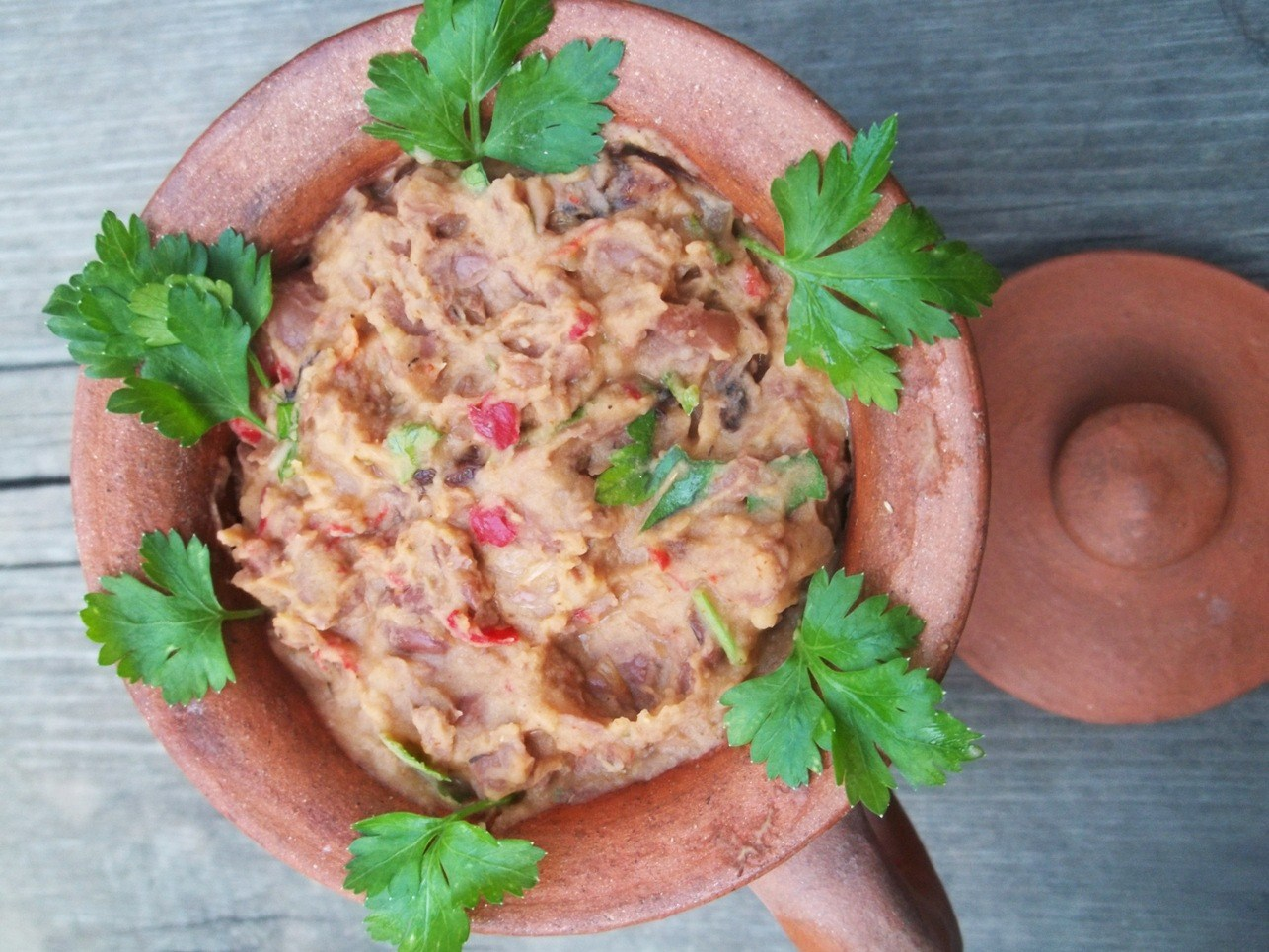
세이보리 잎으로 가니시한 로비오